# Parsons-Turbine

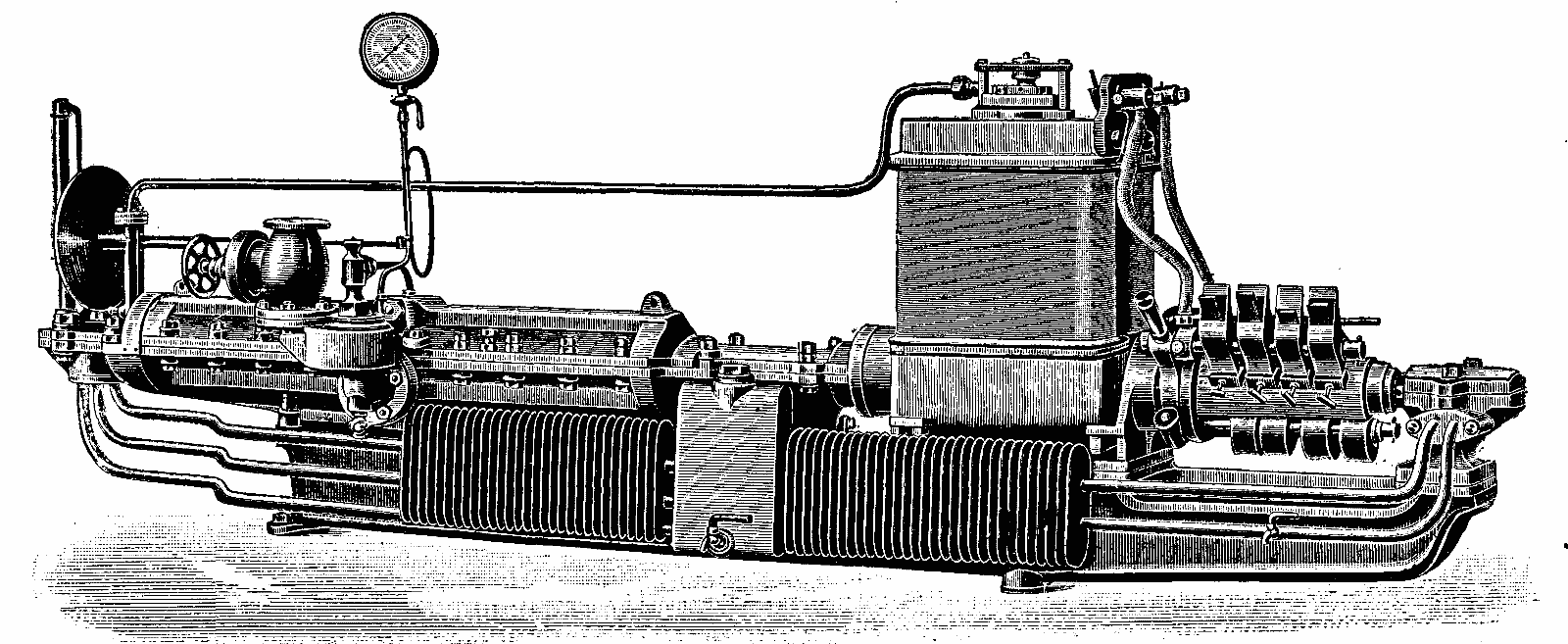
Turbosatz von Parsons

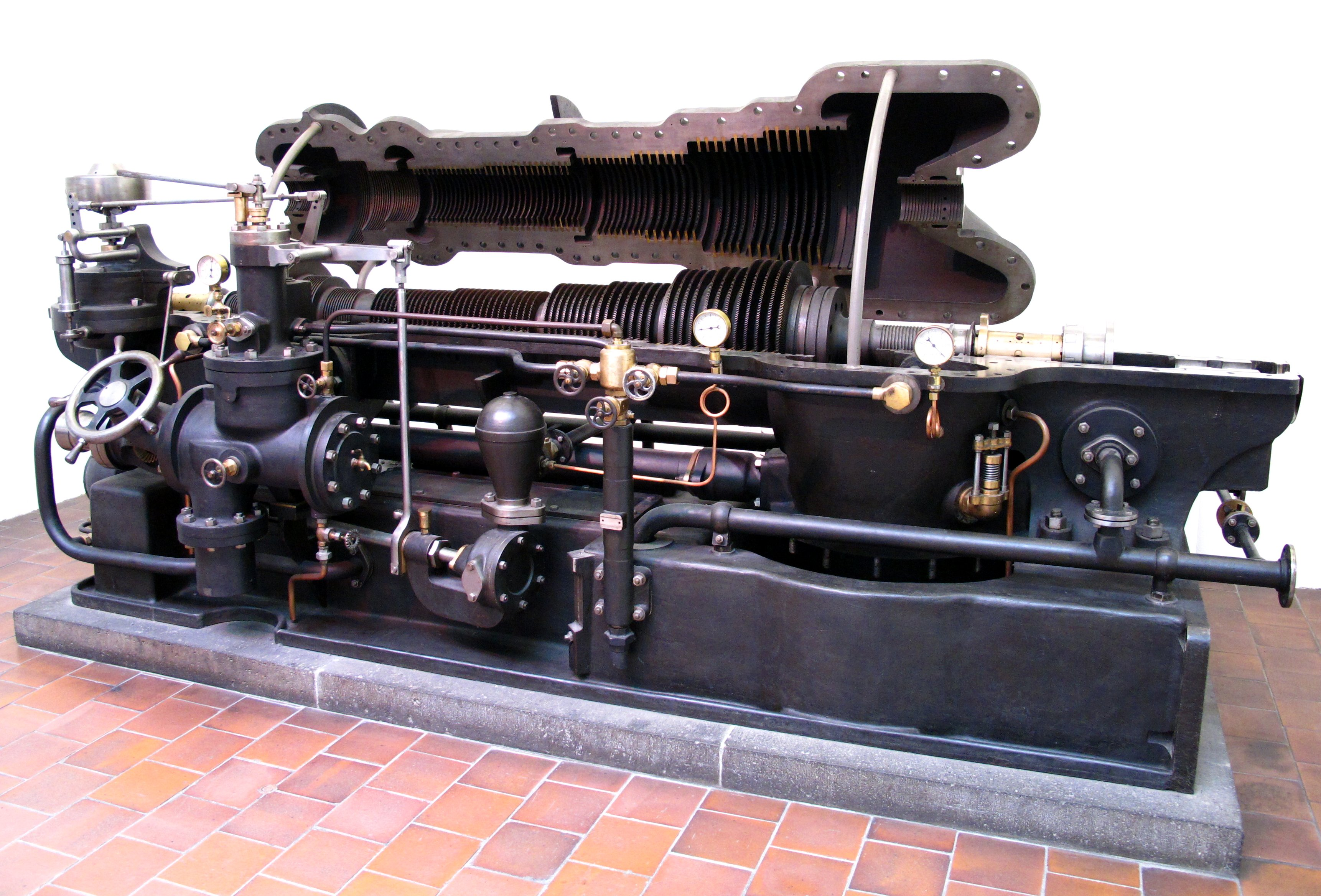
Geöffnete Parsons-Turbine

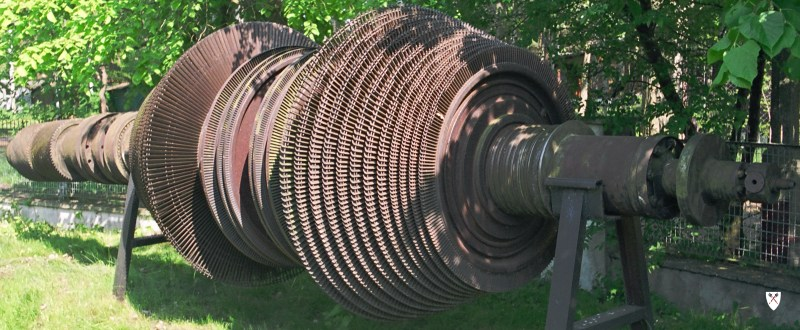
Der Läufer einer Parsons-Turbine aus einem Schiffsantrieb (Wicher-Klasse)

Die Parsons-Turbine ist eine von dem britischen Erfinder Charles Parsons entwickelte und von Parsons’ Unternehmen C A Parsons & Co oder der Marine Steam Turbine Company gebaute Dampfturbine.
Die 1884 patentierte Turbine zeichnet sich technisch dadurch aus, dass sie die erste Dampfturbine war, die als Reaktionsturbine arbeitete und die mehrere axial durchströmte Stufen aus Leit- und Laufschaufeln aufwies. Hierdurch unterschied sich die Parsons-Turbine grundlegend von der 1883 von Gustav de Laval erfundenen Impuls-Dampfturbine. Parsons’ Turbine war etwas komplizierter in der Konstruktion, erreichte aber bessere Wirkungsgrade und ließ sich leichter an steigende Dampfdrücke und Leistungen anpassen.
Aufgrund der überlegenen Technik setzte sich die Parsons-Turbine schnell durch, wurde sowohl für den stationären Betrieb zur Stromerzeugung als auch als Antrieb für Schiffe tausendfach gebaut. Spätere Dampfturbinenentwickler wie George Westinghouse, Heinrich Zoelly, Auguste Rateau u. a. bauten auf Parsons’ Erfindung auf. Heute arbeiten die meisten modernen Dampfturbinen nach dem Grundprinzip der Parsons-Turbine, d. h. nach dem Reaktionsprinzip.